# 1900-as magyar úszóbajnokság
Az 1900-as magyar úszóbajnokság versenyszámait augusztus 5-én rendezték meg Siófokon.

## Eredmények

### Férfiak
| Versenyszám            | Arany            | Arany | Ezüst             | Ezüst | Bronz | Bronz |
| ---------------------- | ---------------- | ----- | ----------------- | ----- | ----- | ----- |
| 100 yard gyorsúszás    | Gräfl Ödön MUE   |       | Halmay Zoltán MUE |       |       |       |
| 1 mérföldes gyorsúszás | Gräfl Károly MAC |       |                   |       |       |       |